# Montesa nigridens
Montesa nigridens är en insektsart som beskrevs av Walker, F. 1869. Montesa nigridens ingår som enda art i släktet Montesa och familjen vårtbitare. Inga underarter finns listade i Catalogue of Life.